# Frédéric de Mecklembourg-Grabow
Frédéric Ier de Mecklembourg-Grabow, est un noble allemand, duc de Mecklembourg-Grabow (13 février 1638, Schwerin – 28 avril 1688, Grabow)

## Biographie
Il est le fils d'Adolphe-Frédéric Ier de Mecklembourg-Schwerin et de sa seconde épouse, Marie-Catherine de Brunswick-Dannenberg (1616-1665), fille de Jules-Ernest de Brunswick-Dannenberg (1571-1636).
Du fait de sa naissance tardive dans la famille, il est exclu du gouvernement et n'est qu'un prince apanagiste. À la mort de son frère sans descendance, les trois fils de Frédéric Ier deviennent duc de Mecklembourg-Schwerin l'un après l'autre. En 1667 Frédéric devient Domherr de la Cathédrale Notre-Dame de Strasbourg et à partir de 1669, il vit dans le château familial de Grabow. 
Frédéric est mort à la suite d'un incendie dans le château le 3 juin 1725 et est enterré dans l'église Saint-Nicolas à Schwerin (?)[réf. nécessaire]

## Mariage et descendance
Le 28 Mai 1671, il épouse Christine-Wilhelmine de Hesse-Hombourg (30 juin 1653, Bingenheim - 16 mai 1722, Grabow), fille de Guillaume-Christophe de Hesse-Hombourg. Ils ont les enfants suivants:
- Frédéric-Guillaume de Mecklembourg-Schwerin (28 mars 1675 - 31 juillet 1713); marié à Sophie-Charlotte de Hesse-Cassel (16 juillet 1678 - 30 mai 1749), fille de Charles Ier de Hesse-Cassel; pas d'enfants.
- Charles-Léopold de Mecklembourg-Schwerin (26 novembre 1678 - 28 novembre 1747); marié à Catherine Ivanovna de Russie (sœur aînée de l'Impératrice Anne); leur fille est la Grande-Duchesse Anna Leopoldovna de la Russie, et la mère d'Ivan VI.
- Christian-Louis II de Mecklembourg-Schwerin (15 mai 1683 - 30 mai 1756); marié à sa cousine, Gustave-Caroline de Mecklembourg-Strelitz; cinq enfants.
- Sophie-Louise de Mecklembourg-Schwerin (16 mai 1685 - 29 juillet 1735); troisième épouse de Frédéric Ier de Prusse; pas d'enfants.